# Cholila

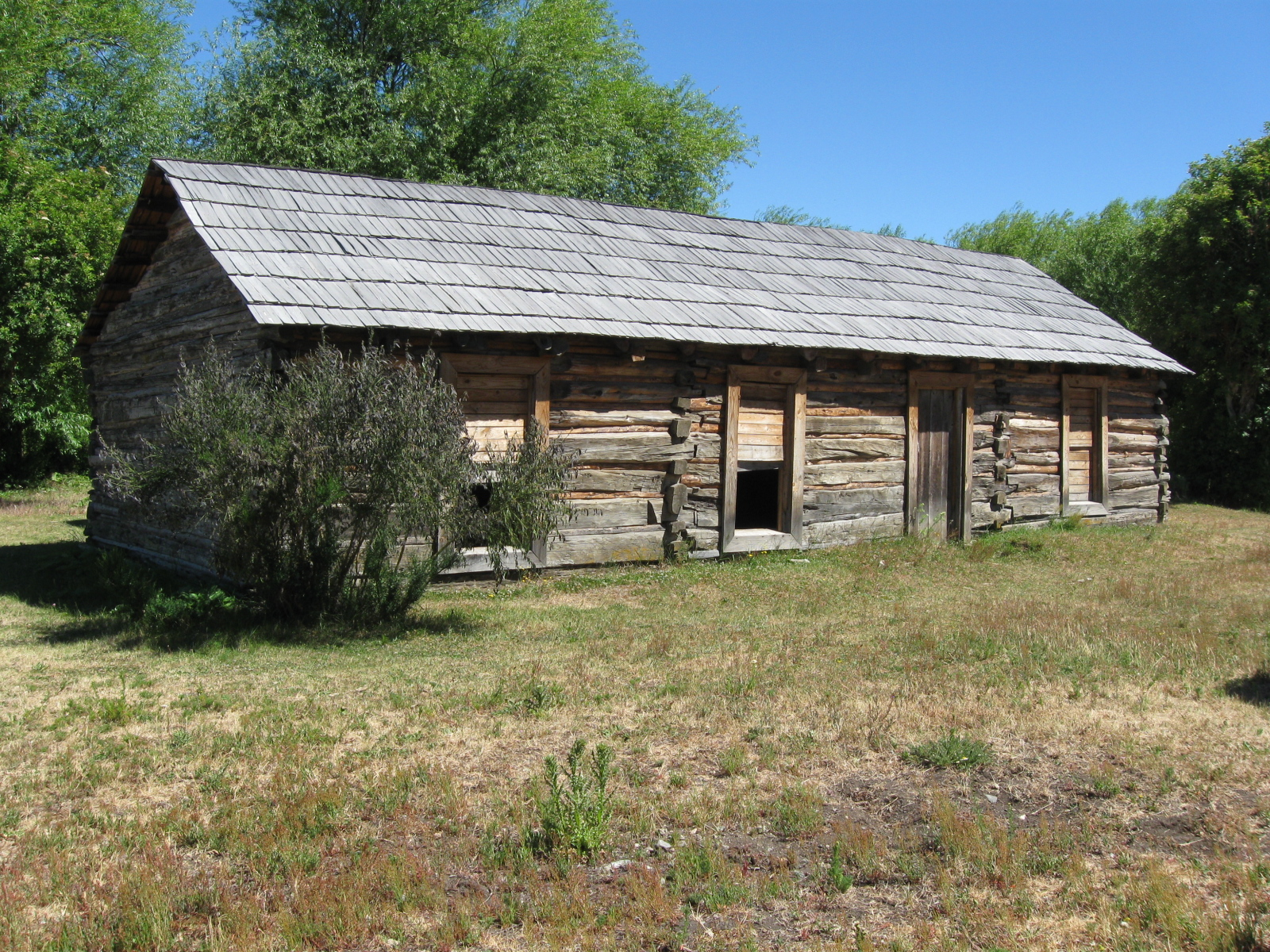
Rancho de Butch Cassidy.

Cholila es una localidad del departamento Cushamen, en la provincia del Chubut, Argentina, situada en el valle del mismo nombre en cercanías del parque nacional Los Alerces dentro de la Patagonia argentina.

## Síntesis histórica
El primer poblador de Cholila fue don Ventura Solís, conocido por guiar a Francisco P. Moreno en sus expediciones de límites fronterizos por la zona. Progresivamente, la región fue poblándose con la llegada de colonos de origen europeo y sirio-libaneses.
Los colonos se dedicaron primordialmente a la ganadería, aprovechando la abundancia de pastos en lo que constituye hasta la actualidad, junto con el turismo, el principal recurso económico, aunque la mayoría de la población vive del trabajo proporcionado por el Estado provincial, municipal o nacional de manera directa o indirecta, siendo este, el verdadero recurso económico del pueblo. En 1904, adoptado como año de fundación de la ciudad, se crea la primera escuela y se instala un puesto policial.

## Geografía

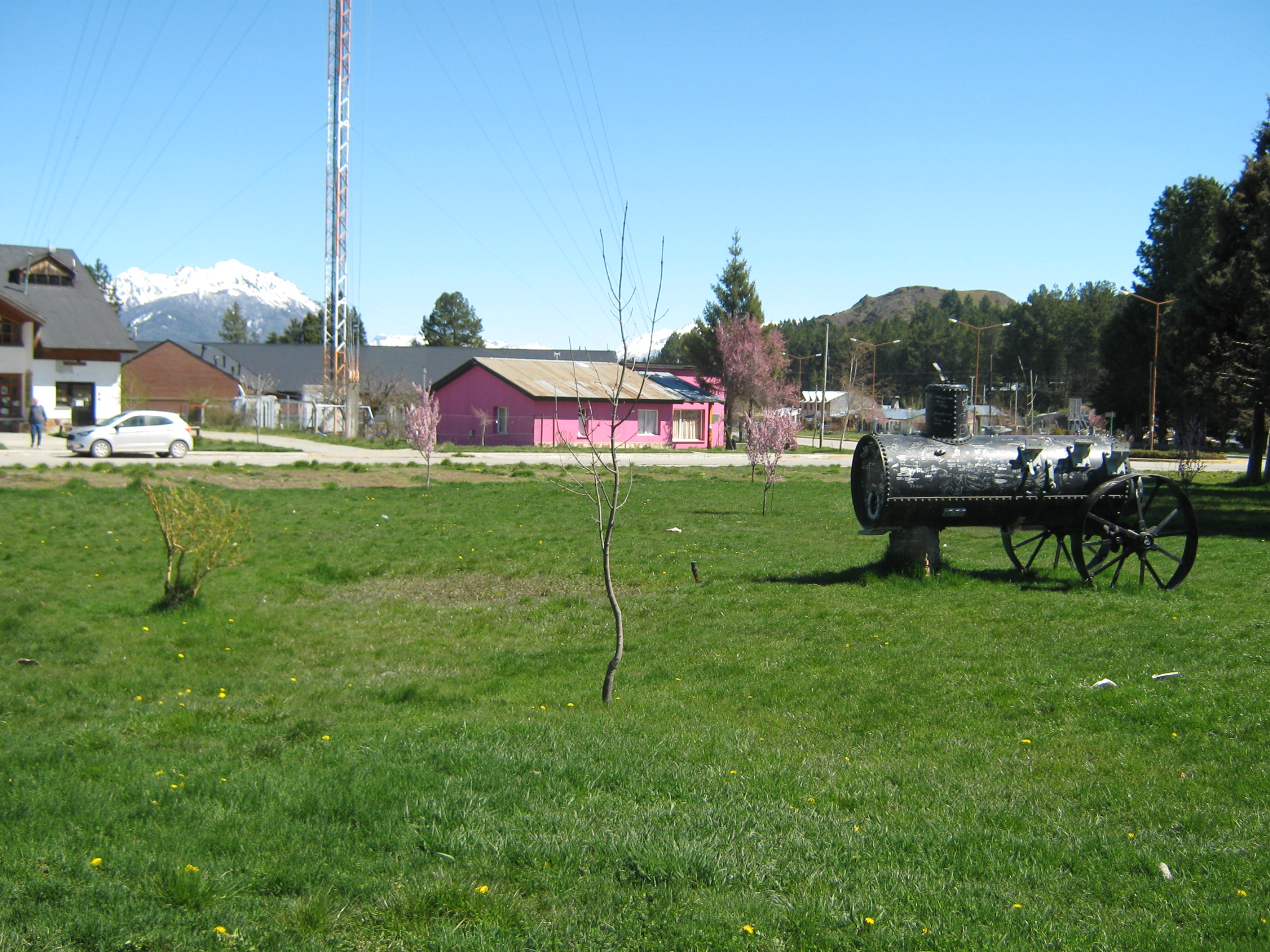
Plaza Vicente Calderón

El área la constituyen cuatro valles de la precordillera andina, denominados Valle Blanco, Cajón, Rincón y Rivadavia. Numerosos lagos, entre los cuales destacan Rivadavia, Cholila, Lezana, Cisne, El Cóndor y Pellegrini, forman un conjunto de recursos turísticos de relevancia, que incluyen pesca, cabalgatas, y diversas excursiones.

## Demografía

### Población
Contó con 2,228 habitantes (Indec, 2010), lo que representó un incremento del 12,4% frente a los 1,981 habitantes (Indec, 2001) del censo anterior. La población se compuso de  1.134 varones y 1.094 mujeres, lo que arrojó un índice de masculinidad del 103.66%.
En tanto, las viviendas pasaron de ser 507 a 964.
Tras el censo de 2022 se conoció un crecimiento sostenido de la localidad con 2820 y unas 1417 viviendas.
| Gráfica de evolución demográfica de Cholila entre 1991 y 2022 |
|                                                               |
| Fuente: Censos nacionales del INDEC                           |

## Fiesta nacional del asado
Esta fiesta comienza a celebrarse en 1993 como una fiesta provincial, y desde el año 2009 ha logrado el rango de Fiesta Nacional, el primer fin de semana del mes de febrero. Fue declarada de Interés Nacional por el Honorable Congreso de la Nación.

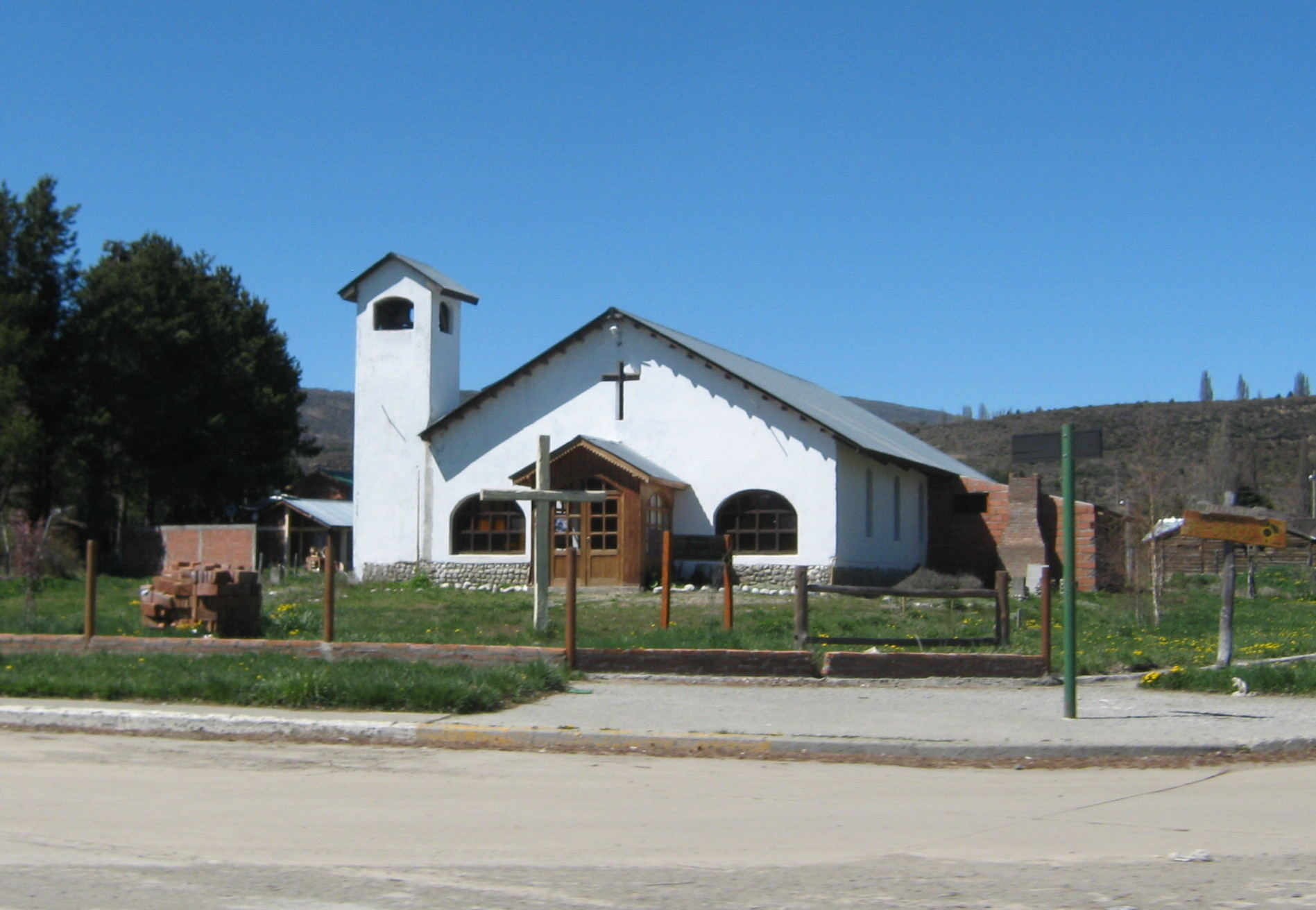
Parroquia Inmaculada Concepción

## Parroquias de la Iglesia católica en Cholila
| Prelatura territorial | Esquel                |
| --------------------- | --------------------- |
| Parroquia             | Inmaculada Concepción |